# 暁荘駅
暁荘駅（ぎょうそうえき）は中華人民共和国江蘇省南京市棲霞区燕子磯街道和燕路と棲霞大道の交叉点にある、南京地下鉄の駅である。1号線と7号線が乗り入れ、両路線の接続駅となっている。
なお、暁荘は棲霞区燕子磯街道の社区名である。

## 駅名
事業着手当初は南京地下鉄集団は「暁荘駅」の仮称を用いており、2019年11月28日に「暁荘駅」を駅名として第一次公示され、2020年1月18日に第一次公示のより駅名が「暁荘駅」に決定したことが発表された。

## 年表
- 2022年12月28日1号線と7号線の駅として開業[3]。

## 駅構造

### のりば
| 番線 | 路線            | 方面                           | 行先             |
| ---- | --------------- | ------------------------------ | ---------------- |
|      | 南京地下鉄1号線 | 新街口・安徳門方面             | 中国薬科大学行き |
|      | 南京地下鉄1号線 | 燕子磯・笆斗山方面             | 八卦洲大橋南行き |
|      | 南京地下鉄7号線 | 丁家荘南・尭化新村・尭化門方面 | 仙新路駅行き     |
|      | 南京地下鉄7号線 | 福建路・清涼山・大士茶亭 方面  | 西善橋駅行き     |

## 駅周辺
- 金陵科技学院幕府キャンパス
- 南京衛生高等職業技術学校
- 暁荘国際プラザ
- 東南大学国家大学科技園棲霞園区
- 棲霞区人民檢察院
- 棲霞区人民裁判所邁皋橋支所
- 南京高力家居港

## 隣の駅
南京地下鉄
■1号線
吉祥庵駅 -　暁荘駅 - 邁皋橋駅
■7号線
万寿駅 - 暁荘駅 - 幕府山駅